# Janik Coat
Janik Coat, née le 19 mars 1972 à Rennes, est une artiste, illustratrice et auteure  de littérature jeunesse française.

## Biographie
Ses parents se rencontrent à Rennes alors qu'ils sont étudiants. Sa mère était assistante sociale et son père était comptable à Brest. Elle a un frère et une sœur. Janik Coat « signifie en breton « petite Jeanne des bois » ».
Janik Coat suit une spécialisation artistique au lycée, et prend des cours auprès d'un artiste contemporain, Marc Didou, « qui l'initie à la sculpture et lui offre une vision plus globale de ce qu'est un artiste ». Elle étudie ensuite le graphisme aux beaux-arts de Nantes. 
Elle devient graphiste à Nantes en 1999, et son premier ouvrage est publié en 2005 aux éditions MeMo. Elle est ensuite également publiée chez divers éditeurs, dont les éditions Autrement, les éditions Sarbacane, ou Albin Michel. Ses albums sont traduits dans plusieurs pays,.  
Elle est auteure - illustratrice, et illustre également des ouvrages écrits par d'autres auteurs jeunesse, tels  Alex Cousseau, Elise Fontenaille, ou Anne Cortey pour la série Amos,, les aventures d'un petit koala. 
« Elle mélange dessin et numérique, elle joue principalement sur les formes et les couleurs ». Elle déclare en 2014 : « C'est mon dessin qui m'a amené à faire des livres pour enfants. » Elle apprécie travailler autour des illustrations d'animaux, et aime particulièrement les « éléphants et les hippopotames ». Sa série Romi raconte les histoires d'un petit rhinocéros,. Elle indique : « Je crée des formes, des figures, et je leur donne un nom ensuite, de façon intuitive ou anecdotique. »
En 2011, elle est lauréate de la Pomme d'Or de Bratislava, récompense internationale de la Biennale d'illustration de Bratislava pour ses albums Mon hippopotame et La Surprise.
Sept de ses ouvrages illustrés font partie de la « Bibliothèque idéale » du Centre national de la littérature pour la jeunesse (BnF) en 2024.
Elle est membre de la Charte des auteurs et illustrateurs jeunesse.
Elle vit et travaille à Paris. 

## Quelques ouvrages
Janik Coat a publié plusieurs dizaines d'ouvrages.

### Autrice et illustratrice
- Popov et Samothrace : le bestiaire , MeMo, 2005
- Je ne suis pas comme les autres, MeMo, 2006
- Clotaire se déguise[3], Autrement jeunesse, 2009 ; réédition, La Partie, 2022
- Mon hippopotame[16],[17], Autrement jeunesse, 2010
- ABC bestiaire[8],[18], Autrement jeunesse, 2012
- Le voyage de Loti [19], MeMo, 2014
- Le cube rouge[20], conception papier de Bernard Duisit, Hélium, 2015
- Le cadeau de Popov, MeMo, 2015
- Série Couleurs, éd. MéMo, 2017
  - Violet chat[21]
  - Jaune chameau
  - Noir rhinocéros
  - Rose poulpe
  - Marron mammouth
  - Orange sanglier 
  - Rouge hippopotame 
  - Vert tamanoir
  -  Blanc chouette
  - Bleu éléphant
- Le lutin bleu , Hélium , 2017
- C'est lundi ! : un pop-up pour les petits [22], conception papier de Bernard Duisit, Hélium, 2018
- Danse avec Bernie, Hélium, 2020
- Hippopposés, Casterman, 2020
- Baisers polaires , Albin Michel , 2020
- Série Romi , Sarbacane

1. Romi à la plage[10], 2014
2. Romi à la maison, 2015
3. Romi dans la nature, 2016
4. Les Voyages de Romi[11], 2019

- Série Bernie, Hélium

1. Bernie c'est mon ours[23], 2019
2. Danse avec Bernie, 2020
3. Soirée pyjama avec Bernie, 2022
4. La maison de Bernie, 2023

- J'ai un cadeau pour toi !, Casterman, 2022
- Bouh ! : un pop-up pour les petits, conception papier de Bernard Duisit, Hélium, 2022
- Série Saisons, Memo, 2023

1. Sanglier d'automne
2. Papillon d'été
3. Chouette d'hiver
4. Chat de printemps

### Illustratrice
- Voyelles, texte d'Élisabeth Brami, Seuil jeunesse, 2009
- Mon livre de haïkus : à dire, à lire et à inventer, texte de Jean-Hugues Malineau, Albin Michel jeunesse, 2010
- Série Amos, texte de Anne Cortey, Autrement jeunesse

1. Amos et le pays noir, 2009
2. Amos et les gouttes de pluie[6], 2011
3. Aujourd'hui, Amos[7], 2016
4. Les petits mots d'Amos, 2018

- Pour un carré de chocolat [5], texte de Élise Fontenaille, avec Clarisse Buono, Grasset jeunesse, 2012
- Olive & Léandre, texte de Alex Cousseau, Les Fourmis rouges, 2018
- Slip[24],[4], texte de Alex Cousseau, Les Fourmis rouges, 2020
- La malédiction des flamants roses[9], texte de Alice de Nussy, Grasset jeunesse, 2021
- Le Cygne de Popper - Philonimo 7, texte de Alice Brière-Haquet, 3œil, 2022
- Iggy[25], texte de Alex Cousseau, Les Fourmis rouges, 2023

## Prix et distinctions
- Sélection Prix Sorcières 2011[17] pour Mon hippopotame
- Pomme d'Or de Bratislava 2011[12] pour Mon hippopotame et La Surprise.
- Sélection Prix Sorcières 2013[26] pour ABC Bestiaire
- Sélection Prix Sorcières 2014[27] pour Ça dépend
- Prix Ficelle 2022[28] pour Slip, texte de Alex Cousseau

Sept de ses ouvrages illustrés font partie de la « Bibliothèque idéale » du Centre national de la littérature pour la jeunesse (BnF) en 2024, dont La Surprise et Je ne suis pas comme les autres.

## Quelques expositions
- 2013 : Popov et ses contraires, Square des artistes, Paris
- 2020 : Les couleurs chez Janik Coat, Médiathèque Albert Camus, Juan-les-Pins
- 2021 : Janik Coat, Médiathèque  Etienne Caux, Saint-Nazaire
- décembre 2021 - janvier 2022 : Je ne suis pas comme les autres, Médiathèque de Redon
- mars 2022 : Popov et Samothrace[29], Médiathèque Barbara, Saint-Brevin